# الدوري التشيلي لكرة القدم 1982
الدوري التشيلي لكرة القدم 1982 (بالإسبانية: Primera División de Chile 1982)‏ هو الموسم 50 من الدوري التشيلي لكرة القدم. كان عدد الأندية المشاركة فيه 16، وفاز فيه نادي كوبريلوا.